# Chunga's Revenge
Chunga's Revenge je studiové album amerického rockového multiinstrumentalisty Franka Zappy, vydané v říjnu roku 1970 u Reprise Records.

## Seznam skladeb
Všechny skladby napsal Frank Zappa.
| Strana 1 | Strana 1                                                         | Strana 1 |
| Pořadí   | Název                                                            | Délka    |
| -------- | ---------------------------------------------------------------- | -------- |
| 1.       | Transylvania Boogie                                              | 5:01     |
| 2.       | Road Ladies                                                      | 4:11     |
| 3.       | Twenty Small Cigars                                              | 2:17     |
| 4.       | The Nancy & Mary Music part 1 (2:42) part 2 (4:11) part 3 (2:37) | 9:30     |

| Strana 2 | Strana 2                      | Strana 2 |
| Pořadí   | Název                         | Délka    |
| -------- | ----------------------------- | -------- |
| 1.       | Tell Me You Love Me           | 2:43     |
| 2.       | Would You Go All the Way?     | 2:30     |
| 3.       | Chunga's Revenge              | 6:16     |
| 4.       | The Clap                      | 1:24     |
| 5.       | Rudy Wants to Buy Yez a Drink | 2:45     |
| 6.       | Sharleena                     | 4:07     |

## Sestava
- Frank Zappa – kytara, cembalo, perkuse, bicí, zpěv
- Max Bennett – baskytara
- George Duke – varhany, pozoun, piáno, zvukové efekty, zpěv
- Aynsley Dunbar – bicí, tamburína
- John Guerin – bicí v „Twenty Small Cigars“
- Don "Sugarcane" Harris – elektrické housle, varhany
- Howard Kaylan – zpěv
- Mark Volman – zpěv
- Jeff Simmons – baskytara, zpěv
- Ian Underwood – varhany, kytara, piáno, altsaxofon, tenorsaxofon